# فریدریک نولف
فریدریک نولف (انگلیسی: Frederiek Nolf; ۱۰ فوریهٔ ۱۹۸۷ – ۵ فوریهٔ ۲۰۰۹) دوچرخه‌سوار اهل بلژیک بود.
از باشگاه‌هایی که در آن بازی کرده‌است می‌توان به اسپورت فلاندر-بالوزه اشاره کرد.